# Johannes Künzel

Johannes Künzel

Johannes Adolf Künzel (* 6. Mai 1899 in Oberachern; † 23. Februar 1978 in Berlin) war ein deutscher Politiker (NSDAP).

## Leben und Wirken
Nach dem Besuch der Bürgerschule erlernte Künzel das Maschinenschlosserhandwerk bei der Firma Brand & Grafemann. Ergänzend dazu besuchte er die Handwerkerschule. Von 1916 bis 1917 war er in der Gothaer Waggonfabrik und im Flugzeugbau tätig. Ab Juni 1917 nahm Künzel mit dem 8. Jäger Bataillon des Landwehrinfanterieregiments 55 am Ersten Weltkrieg teil. Zwischenzeitlich war er bei der Firma Krupp tätig, um dann am 12. April 1918 dem Landsturminfanteriebataillon Hagen zugeteilt zu werden. An der Flandernschlacht von 1918 nahm er mit dem 3. Schlesischen Infanterieregiment 156 teil.
Nach dem Krieg schloss Künzel sich zunächst dem Heimatschutzregiment Oberst von Selle an. Vom 1. Mai bis zum 1. Oktober 1919 gehörte er der 1. Kompanie des Reichswehrinfanterieregiments 21 an und dann vom 24. Oktober 1920 bis 1921 dem Reichswehrinfanterieregiment 21.
Zum 7. Mai 1925 trat Künzel in die NSDAP ein (Mitgliedsnummer 3.565). Außerdem wurde er Mitglied der SS (Mitgliedsnummer 4.312), in der er mindestens den Rang eines Obersturmbannführers erreichte. Für die NSDAP übernahm Künzel Funktionärsaufgaben als Kreisbetriebszellenobmann in Coburg. Von Juli 1929 bis 1933 gehörte er erstmals einer Wahlkörperschaft als Mitglied des Stadtrates von Coburg.
Nach 1933 übernahm Künzel Aufgaben als Gauwart bei der Organisation Kraft durch Freude (KdF), als stellvertretender Gaubetriebszellenobmann in der Gauleitung Bayerische Ostmark. Nachdem der ehemalige Coburger Oberbürgermeister Franz Schwede im Juli 1934 von Adolf Hitler zum Gauleiter des Gaues Pommern ernannt worden war, nahm der Künzel als Mitarbeiter mit nach Pommern. Dort war er als Gauobmann der Deutschen Arbeitsfront (DAF) in der Gauleitung tätig und im preußischen Verwaltungsdienst außerdem Mitglied des Preußischen Provinzialrates in Pommern.
Von März 1936 bis zum Ende der NS-Herrschaft im Frühjahr 1945 gehörte Künzel dem nationalsozialistischen Reichstag als Abgeordneter für den Wahlkreis 6 (Pommern) an.
Von 1940 bis Anfang 1943 nahm Künzel am Zweiten Weltkrieg als Soldat teil. Ab Anfang Januar 1943 war Künzel im „Reichsamt Gesundheit und Volksschutz“ der DAF tätig.